# Carassai
Carassai es una localidad y comune italiana de la provincia de Ascoli Piceno, región de las Marcas, con 1181 habitantes.

## Evolución demográfica
| Gráfica de evolución demográfica de Carassai entre 1861 y 2001 |
|                                                                |
| Fuente ISTAT - elaboración gráfica de Wikipedia                |